# Прапроше
Прапроше (словен. Praproše) — поселення в общині Радовлиця, Горенський регіон, Словенія. Висота над рівнем моря: 480,1 м.